# Panjabi MC
"Panjabi MC" (nombre real: Rajinder Singh Rai) es un músico británico−indio que toca ritmos panyabíes puros o fusionados con rap tanto en inglés como en panyabí. 
Es conocido por la música Bhangra, "Mundian To Bach Ke", que vendió más de 10 millones de unidades en todo el mundo en 2002.

## Carrera
Lo descubrió Ninder Johal de Nachural Records gracias a su remezcla "Ghariah Milán De" de Kuldeep Manak. 
Sus primeras 12" Rootz fueron muy polémicas porque Panjabi MC incluyó una canción religiosa musulmana. Los 12" fueron retirados del mercado pero Panjabi MC continuó grabando.  
Mundian To Bach Ke (Cuidado con los muchachos), de 1998, apareció primero en el CD Legalised, que mezclaba con bhangra la melodía de la teleserie El coche fantástico. Ya era un éxito en el panorama underground cuando la alemana Superstar Recordings la eligió llegando a ser un éxito en Alemania, Reino Unido y luego en el resto de Europa. Una versión de esta canción salió en 2003, cantando con el rapero norteamericano Jay-Z.  
En Desi, Panjabi MC utiliza las muestras vocales de Ofra Haza en Im Nin'Alu. 

### Trabajo de televisión
Junto con Sukhwinder Singh y Sapna Awasthi, de Panjabi MC remezcló la canción popular "Chaiyya Chaiyya" de la película de Bollywood, Dil Se ... Esta canción fue utilizada como fondo durante la apertura de créditos para la película de Hollywood Inside Man. 
Su canción "Land of Five Rivers" (en español Tierra de cinco ríos), fue utilizado como tema musical para el luchador de WWE The Great Khali,y aparece en Voces: WWE The Music, Vol. 9.
En 2012, para el tráiler de la película El dictador, realizaron junto a Jay-Z una nueva mezcla: "Beware of the Boys".

## Estilo
Panjabi MC es uno de los pioneros de la mezcla de música dance asiático y rap. Es muy versátil, utilizando no solo hip hop sino también jungle, garage británico o reggae

## Éxitos
- Bhangra pona ya - 2007/2006 (with Bone Thugs-N-Harmony)
- Mundian To Bach Ke - 1998/2003 (with Jay Z)
- Jogi - 2003
- Main Ho Gaya Sharaabi - 2005
- Jugga -2006 or Early 2007
- Dhol Jageero Da - 2001/02

## Discografía
- Rootz
- Souled Out (1993, Nachural Records)
- Another Sell Out (1994, Nachural Records)
- 100% Proof (1995, Nachural Records)
- Grass Roots (1996, Nachural Records)
- Mirza Part Two (EP) (1997, Nachural Records)
- Legalised (1998, Nachural Records)
- Switchin' (EP) (2000, Moviebox)
- Dhol Jageroo Da (2001)
- Desi (2002, Moviebox)
- Indian Breaks (2003)
- Mundian To Bach Ke (2003, Compagnia Nuove Indye)
- The Album (German version: Superstar/Warner; Germany) (French version: Scorpio; France) (UK Version: Instant Karma) (2003)
- Beware (US Version of The Album) (2003, Sequence)
- Steel Bangle (2005, Moviebox)
- Organization - Confirmed but no Release Date
- Indian Timing (2008, PMC Records)
- The Raj (2010, PMC Records)
- 56 Districts (lanzamiento futuro, PMC Records)

## Premios
- 2003: MTV Europe Music Awards – Mejor acto de danza– "Panjabi MC"[3]
- 2003: MOBO Awards – Mejor Artista del Reino Unido[4]
- 2003: UK Asian Music Awards – Mejor Sencillo Bhangra – "Mundian To Bach Ke"[5]
- 2003: World Music Awards – Mejor Artista indio del mundo.
- 2011: Punjabi Music Awards – Mejor Grabación de sonido - "Moorni".